# Combo box

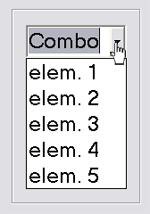
Esempio di una combo box

In informatica, una combo box (in italiano casella combinata) è un controllo grafico (widget) che permette all'utente di effettuare una scelta scrivendola in una casella di testo o selezionandola da un elenco. Il nome è dovuto proprio alle caratteristiche di questo controllo utente che è la combinazione di una text box e una list box.
Questo controllo grafico ha caratteristiche molto simili a quelle di una lista drop-down, ma si differenzia da quest'ultimo proprio per la possibilità di effettuare una scelta alternativa, scrivendola, rispetto agli elementi presenti nella lista.
Quando disabilitato mostra solo un valore (solitamente corrispondente all'ultima scelta effettuata), una volta attivato viene mostrata tutta la lista dei possibili valori. Un classico esempio di combo box è la barra degli indirizzi di un browser.

## Esempio HTML
```
<
input
 
type
=
"text"
 
id
=
"demo"
 
name
=
"comboboxdemo"
>

<
select
 
name
=
"optionlist"
 
onChange
=
"combo(this, 'demo')"
>

  
<
option
>
Italia
</
option
>

  
<
option
>
Germania
</
option
>

  
<
option
>
Francia
</
option
>

  
<
option
>
Spagna
</
option
>

  
<
option
>
Ucraina
</
option
>

</
select
>

```